# Entabulamento
Entabulamento (ou ainda aba, cimalha ou entalhamento) é o nome que se dá, na arquitectura, ao remate ou saliência de tábuas, pregadas junto ao teto ou ao forro onde estes se encontram com as paredes da sala ou outro recinto, a fim de ocultar as imperfeições do ajuntamento e/ou para decoração.